# Ley Ómnibus
Una ley ómnibus es un tipo de norma que regula materias que, por su contenido, deberían estar en leyes separadas o que, referentes a un mismo contenido, tienen como finalidad ratificar decretos leyes separadamente publicados. A nivel del proceso de legislación, una ley ómnibus consiste en un paquete de iniciativas centradas en cambios estructurales votadas en conjunto; en la práctica política, suelen ser presentadas al comienzo de un nuevo mandato.

## Ley Ómnibus (España)
En España, la Ley Ómnibus es el nombre que recibe, por antonomasia, la ley 25/2009, del 22 de diciembre de 2009, de modificación de diversas leyes para su adaptación a la ley sobre el libre acceso a las actividades de servicios y su ejercicio. Entró en vigor el 27 de diciembre de 2009. Se trata de una ley promulgada para adaptar la legislación española a la Directiva Bolkestein, más exactamente la Directiva 2006/123/CE, que persigue eliminar trabas burocráticas del sector servicios, y modifica 47 leyes estatales de sectores como los de la energía, el transporte, las comunicaciones, la agricultura o la sanidad. Asimismo, supone la modificación de 116 decretos leyes y normas autonómicas y municipales y elimina 16 regímenes de autorización previa, otros 32 los sustituye por comunicaciones previas, y suprime 111 requisitos. La ley afecta especialmente al sector del taxi y a los colegios profesionales.

## Conjuntos de medidas en Argentina
En 1989, el presidente argentino Carlos Menem presentó una serie de medidas para frenar la hiperinflación que azotaba el país, enmarcadas dentro de una ley ómnibus. Veintiséis años después, en 2015, fue Mauricio Macri quien ideó una serie de medidas parecida.
En 2023, durante la campaña electoral del actual presidente Javier Milei, propuso una ley para cambios en el régimen legal económico y la promoción de una reforma en materia política (y posiblemente otra electoral). Esta serie de medidas, que comenzaron a implementarse tras la toma de posesión de Milei, también han recibido la calificación de Ley Ómnibus, llamado Ley de Bases y Puntos de Partida para la Libertad de los Argentinos. La ley que promulgaba Milei fue tumbada por el Congreso argentino y tuvo que volver el proyecto a comisiones.

## Uruguay
La Ley de Urgente Consideración es una "ley ómnibus".